# Rete tranviaria di Mykolaïv
La rete tranviaria di Mykolaïv è la rete tranviaria che serve la città ucraina di Mykolaïv.

## Rete
La rete è costituita di 6 linee.

## Caratteristiche
I binari hanno uno scartamento di 1 524 mm.